# 방희 (후한)
방희(龐羲, ? ~ ?)는 중국 후한 말 유장 휘하의 장군으로 사례 하남윤 사람이다. 익주목 유언과는 가문 단위로 교류하던 차 유언의 손자들까지 구해 유장과의 사이가 돈독했다. 전방의 태수로서 방위를 위해 군사력을 증강하던 일이 모함을 받아 그 관계가 험악해지기도 했으나 정기 덕분에 최악의 사태는 면하였다. 익주를 평정한 유비에게도 협력하였다.

## 생애

### 유장과의 관계
유언 가문과 방희 가문은 서로 친했던 사이였다. 194년(흥평 원년), 익주목 유언이 정서장군(征西將軍) 마등을 도와 이각·곽사·번조 정권을 몰아내려다 실패해 장안에 있던 아들 유범(劉範)과 유탄(劉誕)이 사망하였다. 의랑(議郞) 방희가 유범, 유탄, 유장의 아들들을 데리고 촉으로 들어갔다. 이 해에 유언은 슬픔을 이기지 못해 세상을 떠나고 유장이 뒤를 이었다. 방희는 유장으로부터 후한 대우를 받았다.
한중군에 있던 장로가 유장으로부터 이탈하였다. 유장은 그 모친과 동생을 죽이고 화덕중랑장(和德中郞將) 방희를 시켜 공격하게 했지만 누차 패배하였다. 장로의 부곡(部曲, 사병)이 파 땅에 많았으므로 방희가 파군태수에 임명되어 낭중현(閬中縣)에서 장로를 방비하였다. 병력 확충이 필요하다고 보아 한창현(漢昌縣)의 종민(賨民)들을 모으는 등 군세를 키웠는데 누군가 이를 유장에게 참언하면서 그 사이가 나빠졌다.

### 정기와의 설전
201년(건안 6년), 조위가 전해에 난을 일으켰다가 이 해에 진압당해 목숨을 잃었다. 방희가 두려워 한창현령 정기에게 그 아들 정욱(程郁)을 보내 종인 병사를 더 요구하였다. 정기가 답하길, “군에서 부곡을 모집한 것은 반란을 위해서가 아닙니다. 아무리 모함을 받았더라도 성심을 다해야 합니다. 딴마음을 품으셨다면 듣지 못하겠습니다.”라 하는 한편 정욱에게는 “나는 주목의 은혜를 입어 충절을 다해야 한다. 너는 태수의 관리로서의 최선을 다하거라. 불의지사(不義之事)는 해서는 안 된다.”고 당부하였다. 방희가 다시 사자로 하여금 ‘태수에게 복종하지 않는다면 가정에 화가 미칠 것’이라고 경고하였다. 정기는 “옛날에 악양(樂羊)은 자식을 먹었는데 부자의 정이 없어서가 아니라 대의 때문에 그랬습니다. 제 아들을 끓인 국일지라도 마시겠습니다.”라 답하였다. 이에 방희는 유장에게 사죄하였다. 이 해에 삼파(三巴)의 명칭이 정립되어 방희의 관직명은 파서태수로 바뀌었다.

### 유비 입촉
214년, 유비가 익주를 정복하였다. 방희는 좌장군사마(左將軍司馬)가 되어 유비를 따랐다. 형주로 쫓겨난 유장에게 큰아들이자 방희의 사위인 유순은 익주에 남기라고 조언하였다. 유순은 촉에 남아 봉거중랑장(奉車中郞將)을 지냈다. 219년, 여러 신하들이 유비를 한중왕(漢中王)으로 올림을 헌제에게 알리는 표에 방희도 이름을 올렸다. 파서태수일 적에 식객으로 등지를 들인 일이 있으며 이후의 행적은 기록이 없어 알 수 없다.

## 삼국지연의
사서가 아닌 소설 《삼국지연의》에서는 판본에 따라 방의(龐義)로 잘못 기록된 경우가 있으며 등장 분량은 얼마 없다. 제59회, 장로는 동관 전투에서 서량 세력을 박살 낸 조조에 대비해 남하 준비를 한다. 파서태수 방희가 이를 유장에게 급보한다. 제65회, 익주를 손에 넣은 유비의 임용 및 포상 명단에 방희는 영중사마(營中司馬)를 받았다고 언급되는 것이 끝이다.

## 가계
- 사위 : 유순

## 같이 보기
- 삼국지 인물 목록

## 참고 문헌
- 《삼국지》31권 촉서 제1 유이목전 유장전
- 《화양국지》5권 공손술유이목지